# Anne Quatre-Sous
 (août 2025).
Anne Quatresault dite Anne Quatre-Sous est une Française née vers 1778, engagée volontaire de 1791 à 1794 dans les armées de la Révolution.

## Biographie
Anne Quatresault naît dans l'Isère vers 1778. À l'âge de 13 ans elle s'enrôle en mai 1791, déguisée en garçon, dans un bataillon de volontaires républicains.
En Vendée, elle sert dans l'artillerie. Elle est versée dans l'Armée du Nord et va combattre en Belgique, affectée à la conduite des canons. Elle y participe aux sièges de Liège, d'Aix-la-Chapelle, de Namur, de Maastricht et de Dunkerque. À la bataille de Hondschoote elle est renversée par le souffle d'un boulet ; deux chevaux sont tués sous elle. Elle est aussi présente lors du bombardement de Valenciennes (entre le 23 mai et le 28 juillet 1793) par les troupes anglaises et autrichiennes.
Après trois ans de services, une blessure la contraint à révéler son véritable sexe : elle ne peut alors plus rester les drapeaux. Elle gagne Paris dans un total dénuement. Le 3 floréal an II (22 avril 1794) la Convention, constatant sur la foi d'un rapport du député Gossuin le soutien de ses compagnons d'armes et du général Fromentin, lui attribue à vie une pension de 300 livres.
À son propos Collot d'Herbois écrit : « « Je ne la range même pas parmi les femmes, mais je déclare que cette fille est un mâle, puisqu’elle a, comme les plus intrépides guerriers, affrontée la mort dans toutes les occasions périlleuses ».
La suite de sa vie est restée inconnue.

## Hommages posthumes
Une rue de Grenoble porte son nom depuis 2022.